# Isaac Newell
Isaac Newell (Strood, 24 de abril de 1853-Rosario, 16 de octubre de 1907) fue un docente inglés radicado en Argentina.
Fundó junto con su esposa Anna Margareth Jockinsen el Colegio Comercial Anglo Argentino. 19 años después, su hijo, Claudio Lorenzo Newell, fue parte de la fundación del Club Atlético Newell's Old Boys.

## Biografía

### Nacimiento (1853) y llegada a Argentina (1869)
Isaac Newell nació el 24 de abril de 1853 en Strood, en el condado de Kent (Inglaterra). Hijo de Joseph Savage Newell y Mary Ann Goodger, era poseedor de un espíritu aventurero y fanatismo por la actividad deportiva, especialmente el fútbol.
A la edad de 16 años dejó su país natal a bordo de un buque de carga y pasajeros, aprovechando un viaje hacia Argentina de algunos amigos de su padre. El barco llegó hasta la ciudad de Rosario, donde le presentó una carta de recomendación de su padre al entonces administrador del ferrocarril, Guillermo Wheelwright, quien lo puso a trabajar como telegrafista, mientras finalizaba sus estudios.
Algunos años más tarde conoció a la que sería su esposa, Anna Margareth Jockinsen (1858-1899), una joven a la que desposó en 1876, él a la edad de 23 años, y ella con 18.
Ambos se recibieron de profesores de inglés en 1878, y trabajaron en el Colegio Anglicano. Isaac también dictó clases en el colegio Nacional N° 1, ubicado en calle 9 de julio entre Necochea y Chacabuco. El mismo año de la graduación, el 26 de mayo, nacía su primer hijo, Claudio Lorenzo. Luego vendrían Norah Lucy (Rosario, 10 de abril de 1881), Lilian Adela (Rosario, 30 de julio de 1882), Mildred Ellen (Rosario, 11 de diciembre de 1884), Lionel Walter (Rosario, 30 de octubre de 1886) y Margarte María Louisa (Rosario, 22 de junio de 1894).

### Colegio Comercial Anglo Argentino (1884)
Posteriormente, Isaac alquiló y más tarde adquirió, gracias al primer crédito otorgado por el recién fundado Banco Provincial de Santa Fe, una propiedad que pertenecía a Guillermo Wheelwright, ubicada en la calle Entre Ríos 139, esquina Jujuy, de la ciudad de Rosario. Ya recibido de maestro, fundó en 1884 el Colegio Comercial Anglo Argentino, con el rojo y el negro como los colores distintivos de su emblema. Después funcionó allí el Colegio Nacional N° 2 y hoy la escuela N° 43 Gral. San Martín.
Fue el primer colegio rosarino no exclusivamente católico. Tenía un internado para niños y no tenía distinciones de raza, clases sociales ni credos. Se impartía enseñanza primaria y comercial de nivel secundario, sólo para varones. Debido a la afición de Isaac por el deporte en sí y principalmente por el fútbol, el Colegio Comercial Anglo Argentino fue el primer colegio en incorporar la educación física como materia de evaluación, de la que luego derivaría el Club Atlético Newell's Old Boys, ya que el club se basaba en antiguos egresados interesados en seguir participando en el área deportiva del colegio Newell's. Así, el nombre Newell's Old Boys significa " Viejos Muchachos de Newell".
Con la mixtura de los colores de las banderas de Inglaterra (patria de Isaac) y Alemania (patria de los padres de su esposa Anna), rojo y negro, respectivamente, se diseñaría el primer escudo del colegio, y años después este escudo lo heredaría la camiseta del Club Atlético Newell's Old Boys.
En la materia de educación física, los jóvenes de entonces empiezan a practicar un entretenido juego presentado por Isaac llamado fútbol, que consistía en patear un balón hasta introducirlo en alguno de los arcos colocados en cada extremo del espacio físico. La enorme aceptación de todos los alumnos por este deporte obligó a que se adquiriera un terreno lindero al edificio escolar donde poder jugar al fútbol, llamando a ese nuevo espacio Club Atlético Newell's School ("Club Atlético Escuela Newell").
El patio de tierra del colegio se convirtió en pionero del deporte del fútbol en el interior del país, al aplicarse por primera vez el reglamento que Isaac encargó en 1884 al importador porteño George Burton, junto con algunas pelotas de cuero. Hay versiones que indicarían que en ese espacio se jugó el primer partido de fútbol con el reglamento oficial, algo que tranquilamente podría ser cierto, pero en Buenos Aires casi al mismo tiempo ocurriría lo mismo, por lo que se hace muy difícil comprobar en dónde se jugó este primer partido. Lo cierto es que los primeros registros de partidos amistosos de fútbol disputados por los alumnos del Colegio datan de 1899. Ese año, los muchachos de Isaac Newell enfrentan en dos partidos a los socios del Central Argentine Railway Athletic Club (posteriormente denominado Club Atlético Rosario Central). El primer duelo finaliza empatado 1 a 1 (los alumnos de Isaac se presentan con un jugador menos), mientras que en la revancha el equipo del Colegio vence por 1 a 0.
Años previos a la fundación del Club Atlético Newell's Old Boys, el Newell's School no tenía ningún equipo rival contra quién jugar. Los partidos se disputaban entre los distintos grupos del colegio, lo que generó que durante varios años no hubiera necesidad de una casaca distintiva de la institución. Años después, a medida que el fútbol fue avanzando en la ciudad, la llegada de nuevos equipos de fútbol y los encuentros con esos rivales obligó al Newell's School a crear una camisa distintiva. Los colores elegidos fueron bastones celestes y blancos con el escudo del colegio sobre el bolsillo. 
En las aulas del Colegio Comercial Anglo Argentino recibieron formación, entre otros, el radical Elpidio González, que llegó a ser vicepresidente de la Nación entre 1922 y 1928, y el demócrata progresista Enzo Bordabehere, asesinado en el Senado de la Nación en 1935 al anteponerse a un disparo dirigido a su compañero senador Lisandro de la Torre.
Para 1899 el Colegio Comercial Anglo Argentino era una de las escuelas más completas de la ciudad de Rosario, ya que no sólo le enseñaban fútbol a sus alumnos, sino que también se destacaba en la enseñanza musical,  contando con prestigiosos profesores de piano y de violín, además de las materias propias de instrucción académica.
Grupo de maestros: Isaac Newell , Anna Margreth Jockinsen, Claudio Newell, Clemencia Saint Girons, Emilia Saint Girons, Catalina Dodd, Lilian Adela Newell, Contador Ricardo Edwards, Mr. Noolan, Guillermo Erausquin, Mr. Frigola, M. Cañet y Juan Bautista Hazebrouk.
Profesores de piano y violín: Catalina Venzel de Hum y Ernesto Benítez.
En 1900 Isaac, ya enfermo, delega la dirección del colegio en su hijo mayor, Claudio Lorenzo Newell (futuro fundador del Club Atlético Newell's Old Boys), y la esposa de este, Katherine Gertrude Dodd.

### Fundación del Club Atlético Newell's Old Boys (1903)

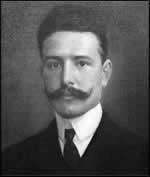
Claudio Newell.

Cuando los alumnos del Colegio Comercial Anglo Argentino egresaban, ya no podían disputar más partidos con el equipo de la escuela, y la escuela no podía abarcar categorías en las que contando con sus egresados podría participar tranquilamente.
Con Claudio Newell al mando de la dirección del Colegio se funda el Club Atlético Newell's Old Boys, que en realidad era un club creado para que los egresados de la escuela pudieran seguir jugando para la misma institución, y así también poder abarcar categorías mayores. Y de allí viene su nombre "Newell's Old Boys", que significa "Egresados (de la escuela) de Newell" (el término "old boys" se utiliza para describir a los egresados de una institución educativa). También podría ser adaptado al español como "Los viejos alumnos (muchachos) de (la escuela de) Newell".
El Club Atlético Newell's Old Boys fue fundado el 3 de noviembre de 1903. Claudio Lorenzo Newell, quien fuera hijo de Isaac, estuvo entre sus principales fundadores.
Para la conformación del acta oficial, Claudio convocó a profesores, alumnos y exalumnos del colegio. Durante la fundación, la vida de Isaac ya se estaría extinguiendo debido a sus problemas de salud.
Una vez conformado el club, mantienen los colores rojo y negro, provenientes del escudo. Al no tener uniforme alternativo, al principio utilizaban la camisa que los alumnos llevaban a la escuela, pero como ya la mayoría no eran alumnos, el uniforme alternativo pasaría a ser blanco, con detalles en rojo y negro.
Claudio Newell, junto con el ahora Club Atlético Newell's Old Boys, se involucra en gran medida en la organización del fútbol a nivel local. Ahora ya no sólo contaba con sus alumnos del Colegio Anglo Argentino, sino también con exalumnos egresados, y a medida que crecían, con jugadores que se integrarían al club sin haber sido parte de la escuela. Esto los obligaba a tener que salir a buscar rivales y competencias que se adaptaran a la necesidad de competir del club. 
Pero este deseo de competir en fútbol no tardaría mucho en llegar ya que dos años después de su fundación, en 1905, el Club Atlético Newell's Old Boys ingresa como un miembro fundador de la Liga Rosarina de Football (hoy llamada Asociación Rosarina de Fútbol), siendo el primer campeón de Rosario, al ganar la Copa Pinasco.
A medida que el fútbol rosarino comenzaba a tomar color, el Club Atlético Newell's Old Boys seguía revalidando su título de campeón, haciéndolo en 1906 y 1907, año del fallecimiento del fundador de la Escuela Anglo Argentina, Isaac Newell, quien también había sido quien le enseñara a jugar al fútbol a la mayoría de los Egresados de Newell's.

### Fallecimiento (1907)
Isaac Newell fallece el 16 de octubre de 1907, a la edad de 54 años, en la ciudad de Rosario, Argentina. Sus restos fueron inhumados en el cementerio de Disidentes de Rosario. Se destaca su sepultura por un importante busto del difunto hecho de bronce.